# Museum De Opkamer
Museum De Opkamer is een particulier museum in de Gelderse plaats Warnsveld, gewijd aan klederdracht en oud speelgoed. Het museum is ontstaan uit de verzamelhobby van uitbater Ton van Lieshout.

## Collectie

### Oude beroepen
Het museum bestaat uit een tuin met vitrines waarin onder meer een oude was- en strijkinrichting, een hoedenmakerij, schoenmaker, smederij en timmermanswerkplaats. Verder zijn er een oude tabakshandel en bakkerij te zien en een verzameling schaatsen.

### Klederdracht
In woonkamer en kelder zijn klederdrachten te vinden uit onder meer Gelderland, de Veluwe en Achterhoek, Twente, Friesland, Drenthe, Brabant, Huizen, Spakenburg, Volendam, Zeeland en Urk. Er zijn rouw- en trouwdrachten en doop- en kinderkleding te bekijken. Verder is er een Achterhoekse keuken en een Staphorster kamer.

### Oud speelgoed
In de kelder is ook een verzameling met oud speelgoed aanwezig: houten speelgoed, blikken speelgoed en celluloïde speelgoed. Er is een oude modelspoorbaan uit circa 1930 en er zijn antieke poppen en poppenhuizen, miniatuurwinkeltjes, kinderfornuizen, oude schoolmaterialen, oude spelletjes en een miniatuurkermis met verlichting en muziek.

## Wetenswaardigheden
- In de kelder was, voor de museum periode, particulier bar/disco 't Keldertje gevestigd.
- Het museum kreeg media-aandacht bij Omroep Gelderland, Berkelstroom FM, NCRV en de krant.[1]
- In november 2020 was het museum te zien in het tv-programma Typisch Achterhoek van de EO.
- Majoor Bosshardt, Riek Schagen, Hans van Willigenburg, Henk van Ulsen, Harm Edens, Sylvia de Leur en Hans Wiegel brachten een bezoek aan het museum.